# Lineodes convolutalis
Lineodes convolutalis là một loài bướm đêm trong họ Crambidae.